# Pero palmirensis
Pero palmirensis är en fjärilsart som beskrevs av Louis Beethoven Prout 1910. Pero palmirensis ingår i släktet Pero och familjen mätare. Inga underarter finns listade i Catalogue of Life.